# Telia Company
Telia Company AB – międzynarodowy operator telefonii komórkowej w Szwecji, Norwegii i Finlandii. Przedsiębiorstwo świadczy także usługi telekomunikacyjne (między innymi tranzyt ruchu IP) w północnej i wschodniej Europie. 
Powstała w 2003 roku dzięki połączeniu dwóch firm: szwedzkiej Telia i fińskiej Sonera. TeliaSonera ma siedzibę w Sztokholmie w Szwecji.